# Rhytiphora ferruginea
Rhytiphora ferruginea es una especie de escarabajo longicornio del género Rhytiphora, tribu Pteropliini, subfamilia Lamiinae. Fue descrita científicamente por Aurivillius en 1917.
Se distribuye por Australia. Mide aproximadamente 15-19 milímetros de longitud. El período de vuelo de esta especie ocurre en los meses de enero, febrero, octubre, noviembre y diciembre.